# Blekinge megye
Blekinge megye (svédül Blekinge län) Svédország déli részén található közigazgatási egység. Szomszédai nyugaton Skåne, északon Kronoberg és Kalmar megyék. Keleten és délen a Balti-tenger határolja.

## Tartomány
Blekinge tartomány határai ugyanazok, mint Blekinge megye határai.

## Közigazgatás

### Községek
A megye 5 községből áll:
|  | - Karlshamn község - Karlskrona község - Olofström község - Ronneby község - Sölvesborg község |

### Települések
A legnépesebb települések a megyében:
- Karlskrona (32.606 fő) (2005)
- Karlshamn (18.392 fő)
- Ronneby (11.857 fő)
- Sölvesborg (7.858 fő)
- Olofström (7.690 fő)
- Kallinge (4.813 fő)

## Címer
Blekinge megye a hasonló nevű tartománytól örökölte címerét. Mikor a korona is rajta van, akkor a Megye Adminisztrációs Bizottságát jelöli.

## Népesség
| Lakosok száma | 159 371 | 159 684 | 159 606 | 159 056 | 158 937 | 158 740 | 157 973 | 157 508 |
|               | 2017    | 2018    | 2019    | 2020    | 2021    | 2022    | 2023    | 2024    |